# Numero pentatopico

Animazione di un pentatopo composto da 70 sfere, di lato 5. Il pentatopo tridimensionale è scansionato in 5 sezioni tridimensionali. I suoi 5 strati colorati corrispondono ai primi 5 numeri tetraedrici. Lo strato inferiore, in verde, è un tetraedro composto da 35 sfere.

In teoria dei numeri, un numero pentatopico è un numero figurato che rappresenta un pentatopo, l'analogo nello spazio quadridimensionale del triangolo bidimensionale e del tetraedro tridimensionale. I primi numeri pentatopici sono: 1, 5, 15, 35, 70, 126, 210, 330, 495, 715, 1001, 1365, 1820, 2380, 3060, 3876, 4845.

## Definizione
Visualizzare un numero come pentatopico è difficile, ma si può procedere per analogia con altre classi di numeri figurati. Così come l'n-simo numero triangolare è dato dalla somma dei numeri interi da 1 a n, e l'n-simo numero tetraedrico è dato dalla somma dei numeri triangolari da 1 all'n-simo, l'n-simo numero pentatopico è dato dalla somma dei numeri tetraedrici da 1 all'n-simo. Così come i numeri triangolari occupano i terzi posti da destra nelle righe del triangolo di Tartaglia e i numeri tetraedrici ne riempiono i quarti posti, i numeri pentatopopici vi si trovano nei quinti posti da destra. La formula per l'n-simo numero pentatopico è:
{\displaystyle {n+3 \choose 4}={\frac {n(n+1)(n+2)(n+3)}{24}}={n^{\overline {4}} \over 4!}.}

## Proprietà matematiche
Due ogni tre numeri pentatopici sono anche numeri pentagonali: per ogni n, il (3n-2)-esimo numero pentatopico corrisponde sempre al [(3n2-n)/2]-esimo numero pentagonale; e il (3n-1)-esimo numero pentatopico coincide col [(3n2+n)/2]-simo numero pentagonale. Il 3n-simo numero pentatopico non è invece pentagonale, tuttavia è un numero pentagonale generalizzato ottenibile assegnando il valore (3n2+n)/2 al parametro della formula per i numeri pentagonali.

La sommatoria dei reciproci di tutti gli infiniti numeri pentatopici converge a {\displaystyle {\frac {4}{3}}}. Ciò si può dimostrare impostando la sommatoria come serie telescopica, in questo modo:
{\displaystyle \sum _{n=1}^{\infty }{4! \over {n(n+1)(n+2)(n+3)}}={4 \over 3}}
Le diagonali dei poligoni si intersecano un numero pentatopico di volte; tracciando le diagonali di un poligono di n lati, si formerà una quantità di intersezioni pari al (n-3)-simo numero pentatopico. Per esempio, le diagonali di un quadrato si intersecano in 1 punto, quelle di un pentagono in 5 punti, quelle di un esagono in 15 punti, quelle di un ettagono in 35, quelle di un ottagono in 70, e così via.